# Agrostis limosa
Agrostis limosa é uma espécie de gramínea do gênero Agrostis, pertencente à família Poaceae.